# 嶺英中學
香港嶺英中學（英語：Ling Ying College）是香港一所已結束的基督教中學，現為利園二期，由教育家洪高煌始創於香港銅鑼灣利園山上，該校校名取自嶺南的「嶺」和培英的「英」，附設小學及幼稚園部。嶺英中學具有僑校性質，於1938年創校，最終因建立新校舍過程失敗而被迫於1970年結校。除了在內地辦學階段之外，該校一直實行全日制上學模式，1952年6月與其餘29間中學派出高中三年級的學生參加首屆香港中文中學高中畢業會考。又於1950年代每逢暑假便舉辦暑期兒童識字班。

## 校政管理
歷任校監
- 1938年至1970年：洪高煌 先生

歷任校長
- 1938年至1970年：洪高煌 先生

歷任副校長
- 洪德身 女士[11]
- 1962年至1970年：洪錫惠 先生[註 2]

## 歷史
1937年之後，中國國內戰局動盪，香港成為人、財匯集的戰時流亡中心。而中國國內教會興辨的學校相繼遷址香港，時任廣州市培英中學校長的洪高煌亦帶領校內師生一同遷到香港，但因香港教會未能容納眾多來港就學的學生，致使洪氏心生辦校之意。及後他在請示其老師鍾榮光之後，獲對方支持辦學和允諾擔任創校校董。如是於1937年，洪高煌辭去培英中學校長一職，並於1938年在香港島銅鑼灣利園山創辦以基督教為辦學宗旨基礎的私立中文中學香港嶺英中學。學校之所以命名為「嶺英」，源於洪高煌曾任廣州嶺南大學教授與廣州市培英中學校長，為表對兩所學校的懷念，他把嶺南的「嶺」和培英的「英」合而為「嶺英」。香港嶺英中學於1938年9月5日開學，共設中學、小學和幼稚園（1939年增設）3個學部，以國語作教學語言。不但推行三民主義教育和以基督教精神為訓導方針，還以中華民國部頒課程作教學框架。課外活動則包括銀樂隊、合唱團等藝術範疇。
創校初年，校方於1938年10月組成校董會，推鍾榮光為主席，其餘校董成員計有洪高煌、作家許地山、香港實業家兼陸海通有限公司董事會主席陳任國之子陳符祥、港僑自衛團主席陸靄雲、粵北坪可培正培道聯合中學校長趙恩賜以及中央研究院籌備委員金曾澄。3年後，即1941年10月10日，校董會加入中國學者王雲五、前香港大學中文系教授馬鑑和廣州嶺南大學首任華人校長鍾榮光之妻鍾芬庭為成員。教師背景方面，香港嶺英中學的教師多為基督徒。當學校發展至1941年時，3個學部的學生總數已超過1000人，班別數目達38班。隨著第二次世界大戰後嬰兒潮出現，學生數目顯見增加。同年6月，校方舉行高中第一屆畢業典禮。
辦學期間因第二次世界大戰爆發，香港嶺英中學於1942年起展開八易校址時期，先後遷到廣東梅縣（1942年12月至1943年2月1日、1945年5月至1945年9月）、廣西桂林（1943年8月至1944年）、廣西平樂（1944年6月至1944年秋）、廣西昭平（1944年秋至1944年11月）、廣東樂昌（1944年11月至1945年1月）、廣東大埔湖寮（1945年1月至1945年4月）及廣東汕頭（1945年10月至1946年2月）進行教學。直至1946年2月，香港嶺英中學全員師生回到香港利園山復校，且由同年2月起至1948年動用20多萬經費開展校舍修繕工程。雖然重修校舍後，學生可到原校上課，卻礙於利希慎家族後人在1950年代進行夷平利園山商業發展計劃，校董會決定另覓校址。得到業主、教育當局及家長協助下，校方於1951年籌募足夠經費購入銅鑼灣北平道（今蘭芳道）、佔地100平方呎地皮，10月花費80多萬建築費動工。
校舍工程結果於1952年5月落成竣工，由時任教育官鄭何艾齡主持開幕禮，秋季開辦英文夜校。同期熱心傳道的趙恩賜於1950年與洪高煌、嶺英中學宗教主任羅嘉謀和有「基督教第一才子」之稱的牧師歐陽佐翔共同創立基督教協基會，又於同年9月24日在校內成立教會「嶺英堂」宣揚基督教。及後，嶺英中學校董會為尋求進一步擴展，所以於1963年向政府購入柴灣佔地4萬呎地皮，用以興建新校舍，未幾舉行動土禮。原來的構想為建成一座樓高8層的教學樓，內設50多間課室與特別室；教學樓的旁邊有禮堂、標準籃球場與排球場。按照進度，建築商已於1965年完成校舍的地基工程。不過同年1月至4月香港廣東信託銀行、恒生銀行等華資銀行出現擠提情況，負責興建新校舍的承建商受到經濟環境影響而倒閉，加上港英政府在1960年代推行重英文輕中文的教育政策，即使副校長洪錫惠改革校政，改以英文教授數理科以配合政策，嶺英中學仍難以維繼，收生方面面對困難，截至1970年上半年為止，收生人數不足600人。在洪高煌身體健康大不如前和教育司署不批准柴灣新校辦學的情況下，停建問題拖延至1970年8月底仍未解決，迫使校董會於1970年結束辦學。閉校前，學校於1962年9月加開高中3至5班，以信、義、仁、愛、忠來為命名班別，還曾設女子中學部。洪高煌又於1967年向教育司署申請200多萬元貸款不遂，改向債權人借貸，最後把校舍賣給原業主以解決財困問題。閉校後，該校各地同學及校友仍有聚會及聯誼活動。

## 校園設施

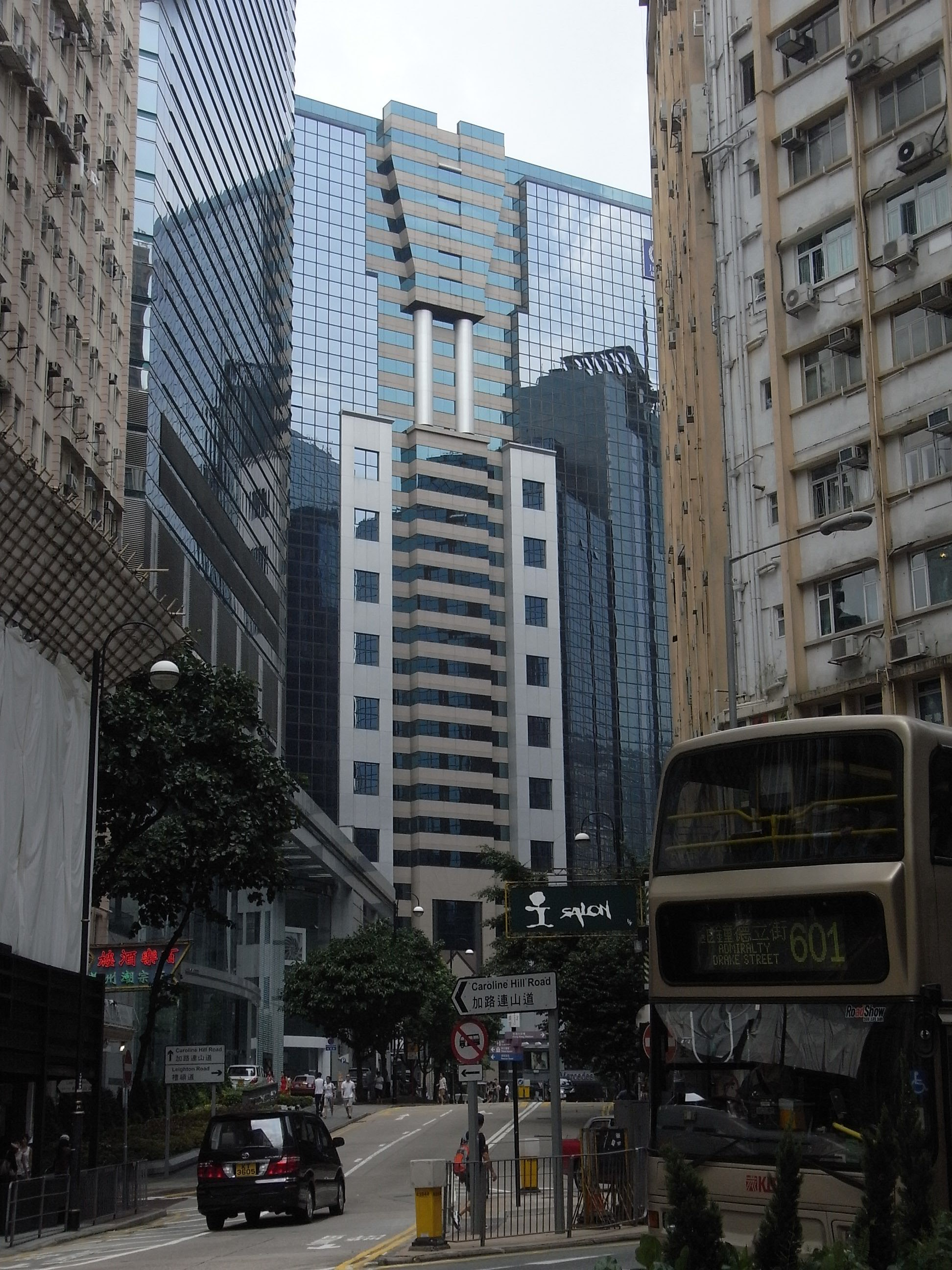
圖片中央的建築物利園二期所在地為前香港嶺英中學北平道校舍的位置

香港嶺英中學北平道校舍樓高4層，設有32間課室、校長室、4間教員休息室、6間教員宿舍（其中一個位於邊寧頓街）、教職員總辦公室、實驗室、音樂室、勞作室、家政室、衞生室、籃球場、排球場以及禮堂（位於天台），另設圖書室和體育室。

## 著名教師
- 綦湘棠：香港作曲家、演員[43]
- 林聲翕：香港著名作曲家、音樂教育家[15]
- 凌金園：香港鋼琴家[44]
- 嚴良堃：中國指揮家[44]
- 李鏡澄：南華體育會足球員[44]
- 饒宗頤：國際漢學家[45]
- 溫金銘：前香港培英中學校長[15]
- 李晨風：中國電影導演及編劇[15]
- 何鐵華：中國當代藝術家[46]
- 譚雪華：中國油畫家、廣州美術學院附屬中等美術學校校長[47]
- 曹炎申：前廣州私立青年會中學校長（教務主任[48]）
- 程綏楚（筆名今聖嘆）：香港雜文家、崇基學院創辦人之一[49]

## 著名/傑出校友
嶺英中學在1947年成立校友會，2010年11月重組。
演藝及文化界
- 白雪仙，GBS（小五下學期至小六）：香港粵劇名伶[13][51][52][53]
- 黎宣：香港女演員[39][51][54]
- 盧景文，SBS，JP（1949年小六）：前香港演藝學院院長[55][56]
- 梁良興（1950年中六）：中國翻譯家[57]
- 金剛：香港播音員[51][58]
- 汪長智，MH（1952年中六）：已故電影界人士、香港沙龍電影有限公司前董事總經理[59][60]
- 陳序臻（1952年中六）：1950年代至1960年代青年刊物《青年樂園》督印人兼總編輯[61]
- 石慧（初中）：香港電影女演員[62][63]
- 阿濃（1953年中六）：香港兒童文學家[64][65]
- 陳寶珠（1957年至1958年中一）：香港女演員及粵劇名伶[51][66][67]
- 陳灌洪（1957年中六）：前《新電視週刊》與《城市飲食》月刊總編輯、前《城市週刊》副總編輯、前亞洲電視節目主持人、香港國際標準舞教師協會副主席[68][69]
- 賀蘭（1960年中六）：已故香港女演員[51][63]
- 鄭少萍（1962年中六）：香港女演員[39][70][71]
- 陳子慧（1969年中六）：香港書法家及前麗的電視美術指導[72]
- 盧冠廷（小學部）：香港男歌手[51]
- 李菁：香港已故電影女演員[51]
- 夏夢：已故香港女演員[63]
- 江青（中學）：中國女舞蹈家及電影演員[73]
- 王瑜：1952年度香港小姐競選第4名[74]
- 譚志成（中一）：香港水墨畫畫家[75]

商界
- 陳永棋，大紫荊勳賢，GBS，OBE，JP（小六）：長江製衣董事總經理、前亞洲電視行政總裁，全國政協常委、香港中華總商會成員以及香港中華廠商聯合會會長之一[76]
- 李曾超羣，MBE（1941年小六、1943年至1944年中二下學期至中三上學期）：香港西餅連鎖集團超羣餅店創辦人[54][77]
- 廖烈科，MBE，JP：創興銀行前主席[78]
- 陳有慶，大紫荊勳賢，GBS，JP（1952年中五）：已故亞洲金融集團董事長、中華全國歸國華僑聯合會副主席[79][80][81]
- 許健生：曼谷中華總商會名譽主席[51]
- 翁宗周（1963年中六）：泰國工商總會名譽主席、泰國知名僑領及商人[82][83]

教育及學術界
- 陳慶蔚：已故福建省科學技術協會前副主席
- 馬臨，CBE，JP（1941年中五）：已故香港中文大學前校長[84]
- 何萬森（1953年中六）：香港資深教育家[85][86]
- 黎錫鏗（1955年中六）：前大埔官立小學下午校、塘尾道官立小學上午校、馬頭涌官立小學上午校以及海壩街官立小學上午校校長[87]
- 黃乃正（1956年幼稚園）：前香港中文大學化學系榮休教授及前新亞書院院長[88]
- 何國鏇（1962年中六）：已故北角官立小學校長、政府教育人員職工會前會長[71][89]
- 張雙慶（1966年中五）：香港中文大學中文系教授[90][91]
- 黃伯華（1967年中五）：多倫多聖伊納爵中文學校校長[92][93]
- 李金強（1968年中五）：香港浸會大學歷史系客席教授[94][95]
- 蔣英豪：前香港中文大學中文系教授[96]
- 陳耀南（小二）：中國語言學者、前國立中興大學與國立中正大學教授[97]
- 伍伯樑：前筲箕灣崇真中學校長（1965年-1967年）[98]

其他界別
- 王冀（1943年小五）：前香港中文大學圖書館館長（1970-1972、1984-1986）、前喬治城大學歷史系教授及前美國國會圖書館中文部主任[99]
- 麥希真（1950年中六）：已故世界華福中心總幹事、新加坡神學院院長[100][101]
- 繆麒，ISO，JP（1951年中六）：前機電工程署署長[102]
- 李鉅能（1949年小五至1955年中六）：前香港童軍總會副會長及前香港射擊運動員（1982年英聯邦運動會手槍射擊項目金牌）[103]
- 張心永（1952年中五）：前新華社駐新界副主任（相等於現時的中聯辦副主任）[104]
- 黃志強（1964年中六）：九龍城區議會黃埔區議員（1988年至1994年）[105]
- 黃仲翹（1958年小六、1964年中六）：中華網（CDC）旗下中華網全球服務公司行政總裁[106][107]
- 吳水麗，BBS，JP（1965年中六）：前香港基督教服務處行政總裁[96][108]
- 林炳昌（初中）：前駐美中華總會館總董及前《金山時報》社長[109]
- 吳佑壽（初中）：已故中國數字通信專家、清華大學研究生院首任院長及中國工程院院士[110][111]
- 鄔維庸，GBS，OBE，JP（小學部）：已故心臟科醫生，前香港基本法起草委員會委員、香港特別行政區全國人民代表大會代表及香港特別行政區基本法委員會委員[112]